# باري ميخائيل هارمان
باري ميخائيل هارمان (بالإنجليزية: Barry Michael Harman)‏ هو واضع كلمات الأوبرا ومنتج تلفزيوني وكاتب سيناريو وشاعر أمريكي، ولد في 14 مارس 1952 في بروكلين في الولايات المتحدة.

## وصلات خارجية
- باري ميخائيل هارمان على موقع IMDb (الإنجليزية)
- باري ميخائيل هارمان على موقع قاعدة بيانات برودواي على الإنترنت (الإنجليزية)
- باري ميخائيل هارمان على موقع قاعدة بيانات الفيلم (الإنجليزية)
- باري ميخائيل هارمان على موقع كينوبويسك (الروسية)